# Finist - Jasnyj sokol
Finist - Jasnyj sokol (Финист — Ясный сокол) è un film del 1975 diretto da Gennadij Vasil'ev.

## Trama
Nei tempi antichi, un aratore di nome Finist viveva in Russia. Era un potente eroe, difendeva la sua patria dagli invasori stranieri. Ma una volta che l'astuto scagnozzo del re d'oltremare lo ha attirato nella prigione e lo ha stregato! L'eroe si è trasformato in un terribile mostro. E solo una fanciulla rossa può lanciargli un incantesimo. Se si innamora di lui in questa veste, diventerà di nuovo il vecchio Falcon! E poi le forze del male non faranno certo bene!